# Hvítá

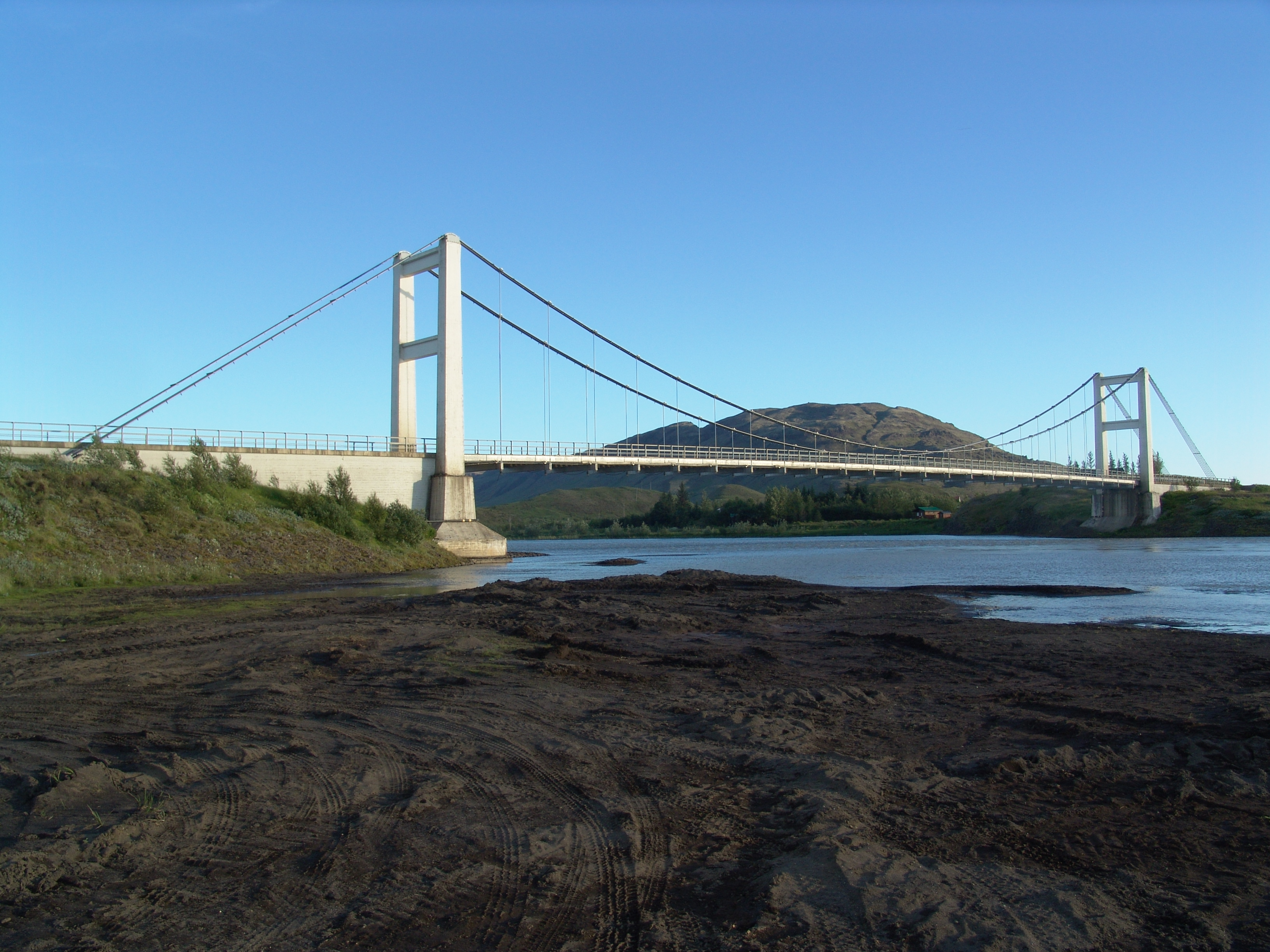
Iðubrú över Hvítá með Vörðufell i bakgrunden

Hvítá är en älv i Suðurland i Island, som är omkring 160 kilometer lång. Avrinningsområdet är 4.500 km² och älven startar i Langjökull och Hofsjökull. Älven bildar vattenfallet Gullfoss. Nedströms Gullfoss sammanflödar den med tre andra älvar: Tungufljót, Brúará och Stóra-Laxá. Älvens medelvattenflöde vid Gullfoss är 100 kubikmeter per sekund, vid starkt regn och översvämningar kan den dock tiodubblas.
Älven rinner därefter ut på mindre kuperade områden nära Grímsnes och bakom berget Ingólfsfjall. Norr om Selfoss rinner den samman med Sog, och får därefter namnet Ölfusá 25 kilometer före mynningen i Atlanten, medelvattenflödet är där 300 kubikmeter per sekund. Namnet Hvítá syftar på den grågrumliga färgen som glaciärslammet ger vattnet. Det finns flera älvar på Island som har samma namn.
Över Hvitá mellan Laugarás på norra sidan och Iða på den södra går Iðubrú från 1958.
Hvitá är en populär plats för laxfiske, rafting och kanotpaddling.

## Bildgalleri

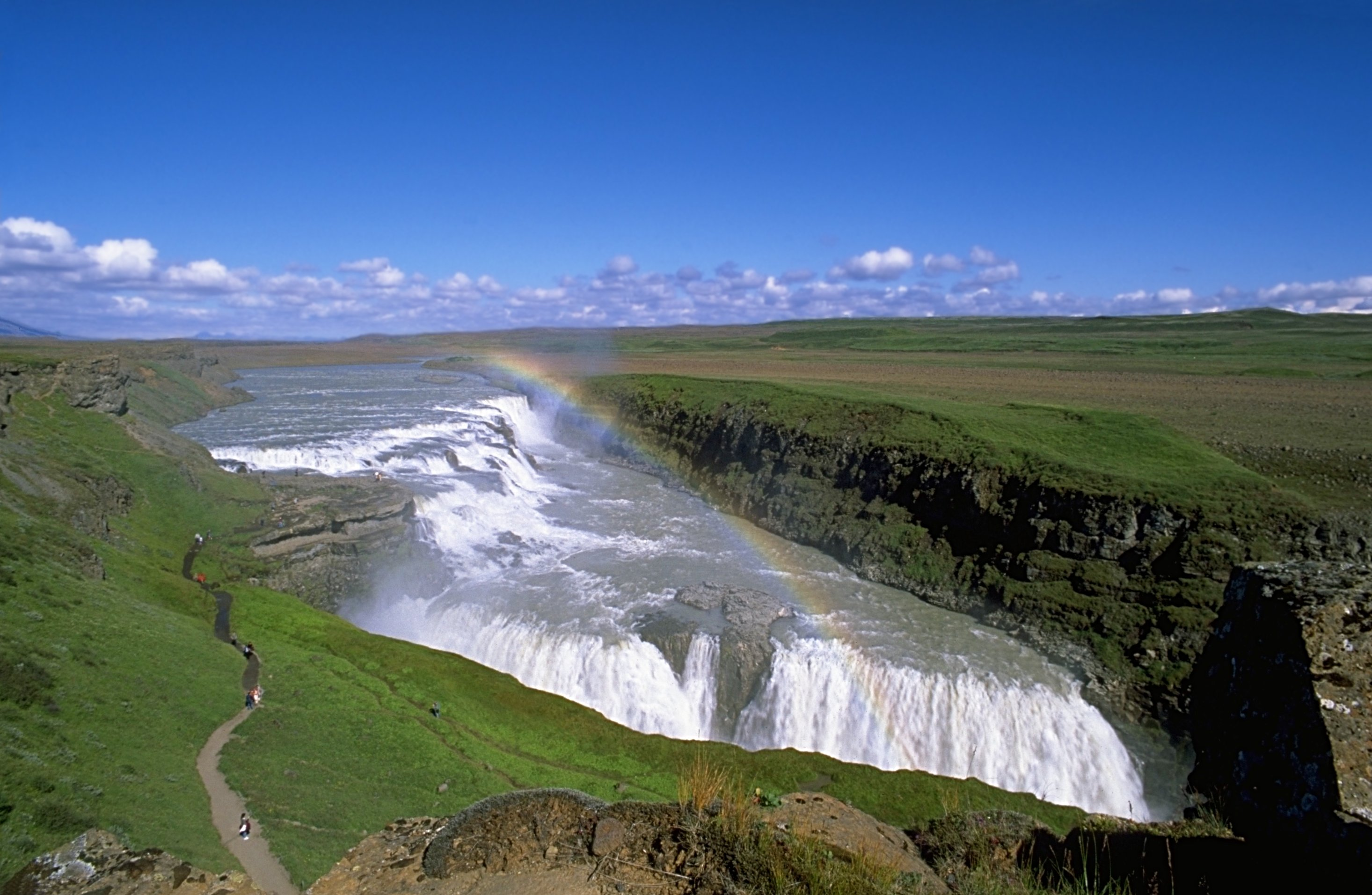
Gullfoss
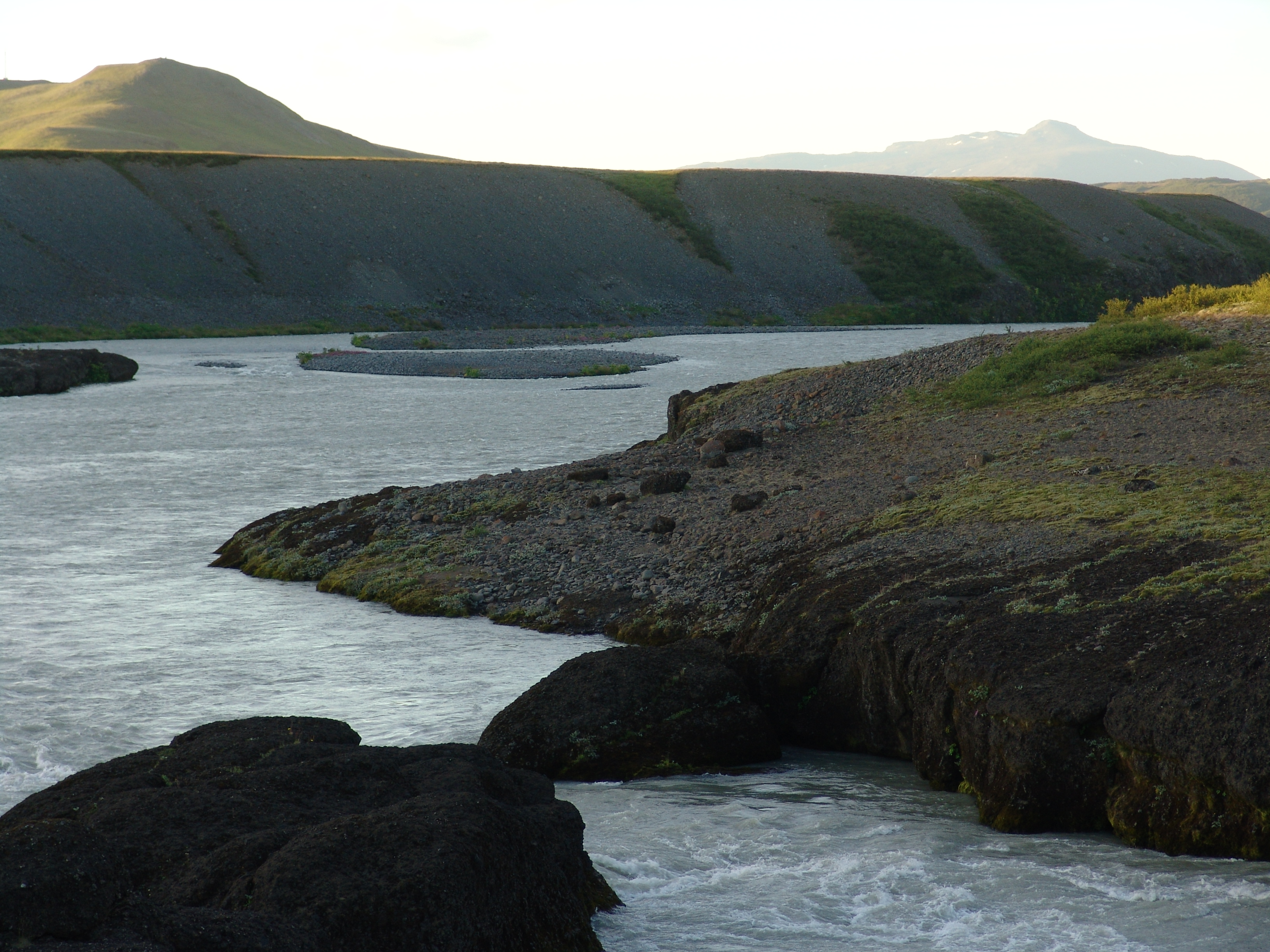
Hvítá
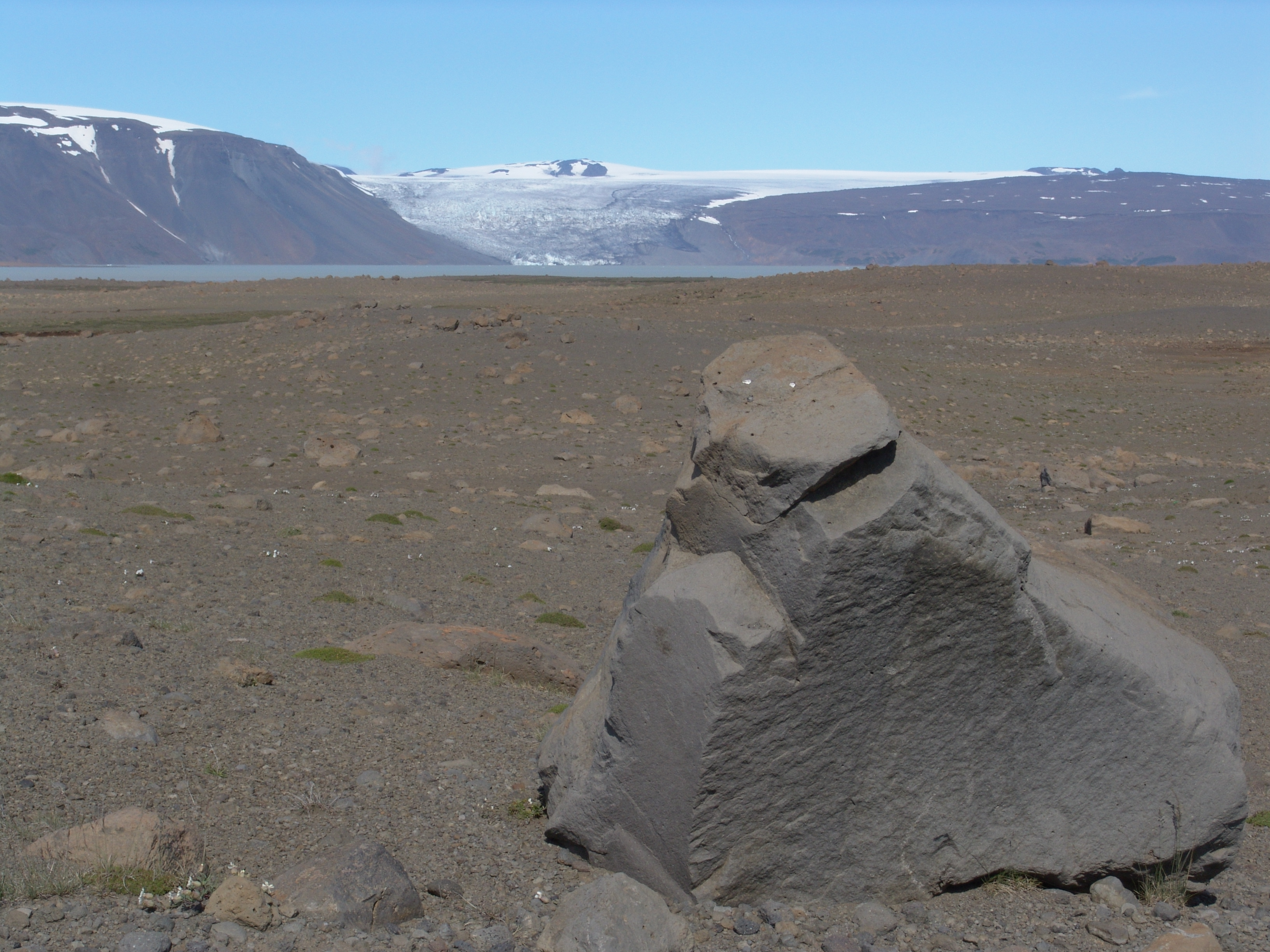
Hvítárvatn
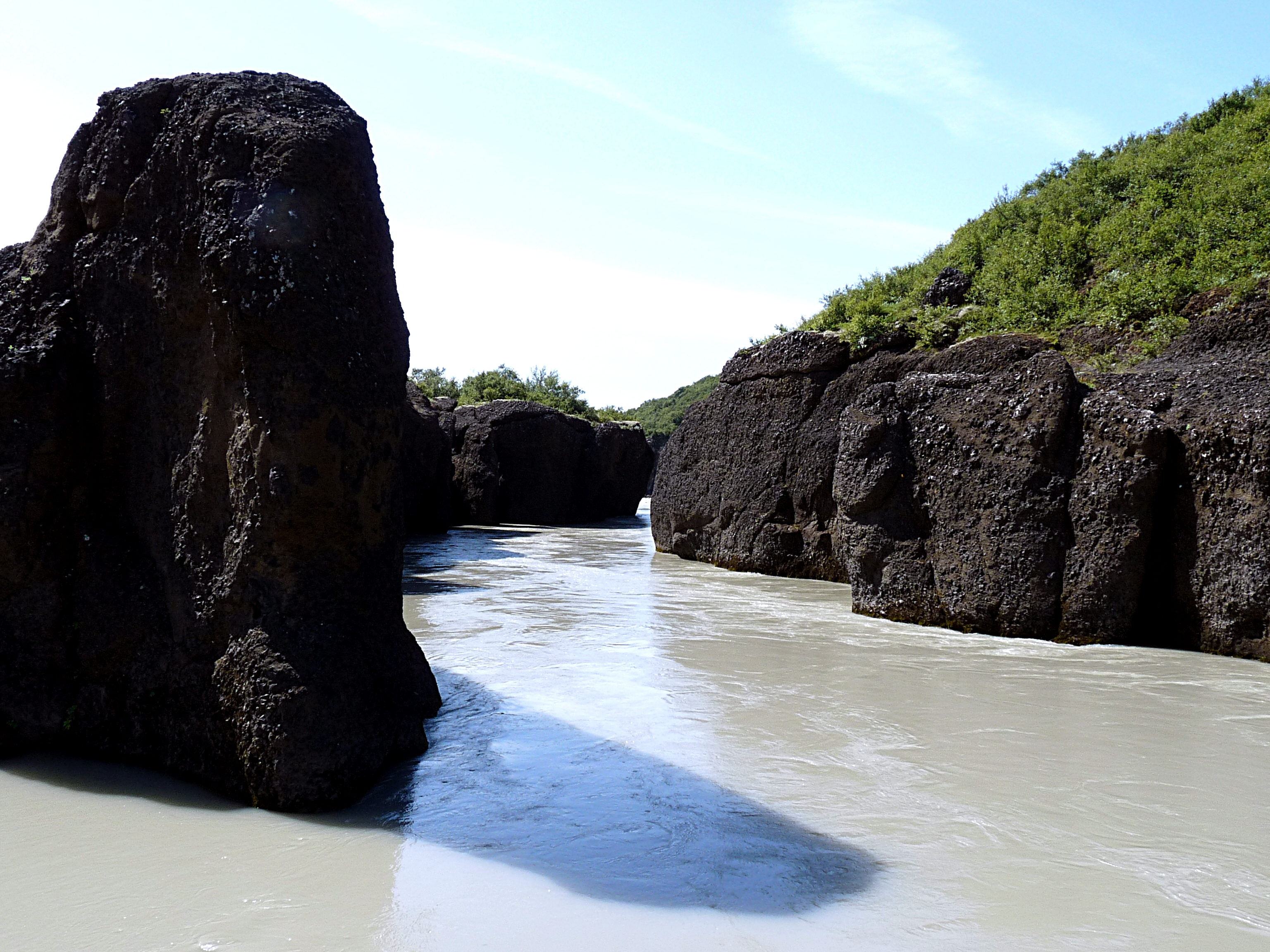
Hvítá vid Brúarhlöð-kanjon
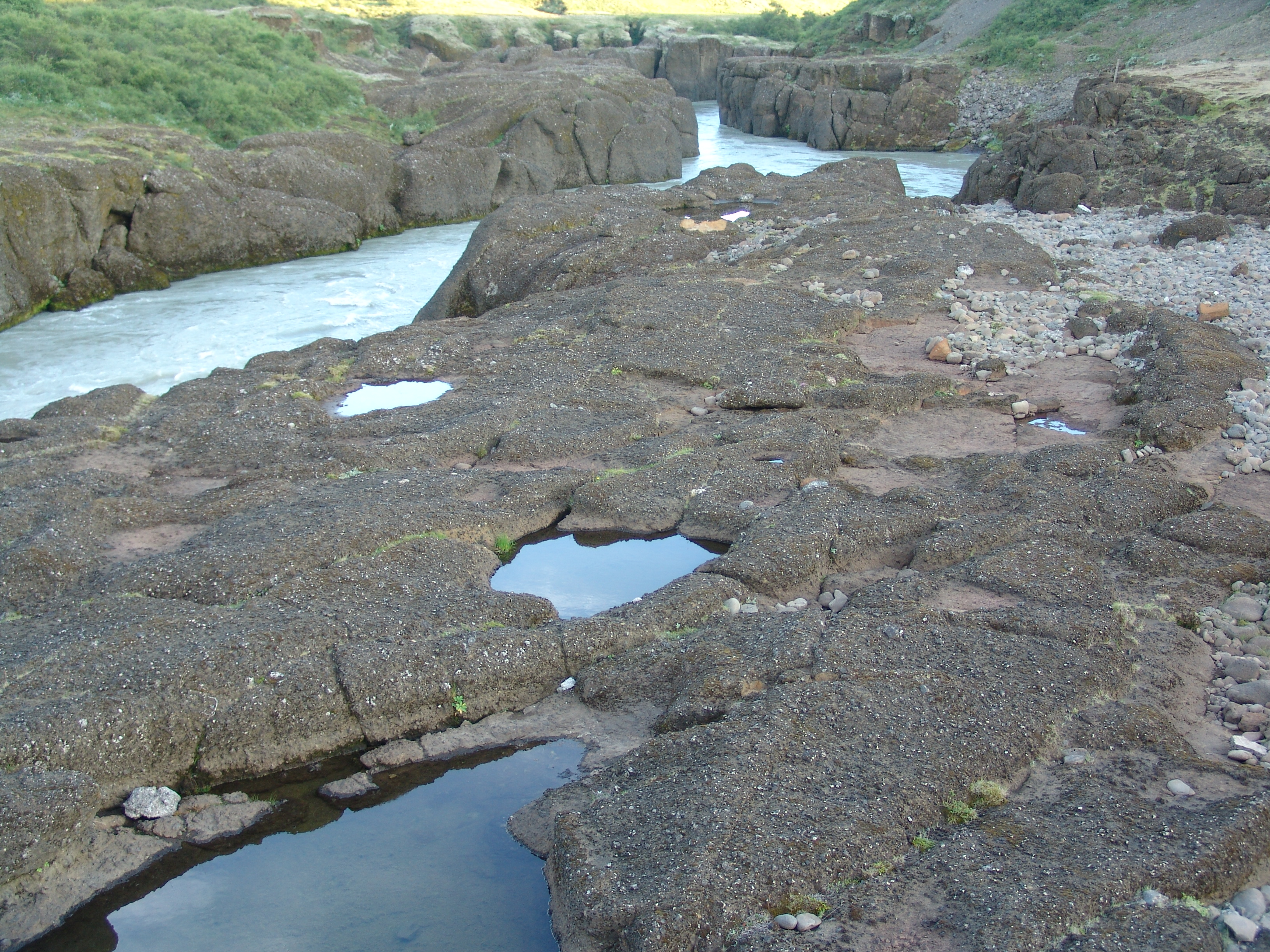
Hvítá vid Brúarhlöð